# Rik Tommelein
Hendrik (Rik) Tommelein (Torhout, 1 november 1962) is een voormalige Belgische atleet, die gespecialiseerd was in het hordelopen. Hij werd driemaal Belgisch kampioen op de 400 m horden. Hij vertegenwoordigde België op verschillende grote internationale wedstrijden, zoals de Olympische Spelen en de wereldkampioenschappen, maar won hierbij geen medailles.

## Loopbaan
Zijn eerste succes boekte Tommelein in 1983 met het winnen van de nationale titel op de 400 m horden. Hij nam datzelfde jaar deel aan de wereldkampioenschappen in Helsinki. In de series plaatste hij zich met een tweede tijd van 50,99 s voor de halve finale. Daarin werd hij uitgeschakeld met een tijd 50,54 en een zevende plaats.
Een jaar later vertegenwoordigde hij op 21-jarige leeftijd zijn land op de Olympische Spelen van Los Angeles. Met een tijd van 50,05 in de series stroomde hij door naar de halve finale. Daar werd hij achtste in 50,06 en was hiermee uitgeschakeld.
In 1986 werd Rik Tommelein zevende op de Europese kampioenschappen in Stuttgart.

## Belgische kampioenschappen
| Onderdeel    | Jaar             |
| ------------ | ---------------- |
| 400 m horden | 1983, 1985, 1986 |

## Persoonlijk record
| Onderdeel    | Prestatie | Datum            | Plaats |
| ------------ | --------- | ---------------- | ------ |
| 400 m horden | 49,55 s   | 10 augustus 1986 | Heizel |

## Palmares

### 400 m horden
- 1981:  BK AC – 52,44 s
- 1982:  BK AC – 51,56 s
- 1983:  BK AC - 50,56 s
- 1983: 7e in ½ fin. WK - 50,99 s
- 1984: 8e in ½ fin. OS - 50,06 s
- 1985:  BK AC - 50,13 s
- 1986:  BK AC - 49,55 s
- 1986: 7e EK in Stuttgart - 50,45 s
- 1987: 4e in serie WK - 50,63 s